# Сурахани
40°23′11″ пн. ш. 50°01′22″ сх. д. / 40.386501° пн. ш. 50.022726° сх. д.
Сурахани або Сурахані (азерб. Suraxanı) — місто в східній частині Азербайджану, адміністративний центр Сураксанського району Бакинської агломерації. Розташований на Апшеронському півострові, на висоті 12 метрів над рівнем моря, в 30 км на північний схід від Баку.
З татської мови назва міста перекладається як «теплий дім». З незапам'ятних часів околиці Сурахан славилися великою кількістю нафтових свердловин. Перший нафтопереробний завод у світі був побудований в Сураханах за ініціативи Василя Кокорєва в 1857 році. Дмитро Менделєєв працював на цьому НПЗ консультантом. У 1879 році через Сурахани пройшла залізнична гілка Баку-Сабунчу, яка значно полегшила транспортування нафти, а в 1926 році через Сурахани пройшла перша лінія електропоїздів в СРСР.